# MU-MIMO

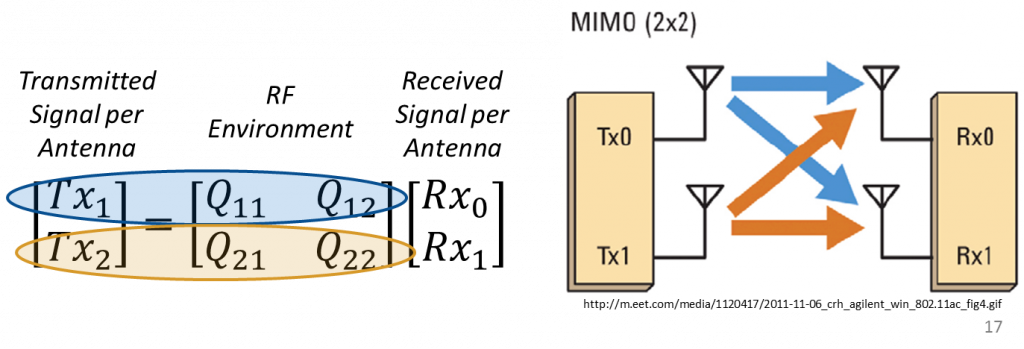

Друга хвиля відомого бездротового стандарту 802.11ac wave2 представляє багато користувацьку технологію з декількома входами (MU-MIMO - multi-user, multi-in multi-out) для підтримки зростаючого числа пристроїв WiFi, які споживають все більше пропускної здатності. Чим більше клієнтських пристроїв підключається до Wi-Fi точки, тим повільніше вона працює. Це пов'язано з тим, що більшість маршрутизаторів і точок доступу можуть спілкуватися лише з одним пристроєм за раз за допомогою цих розрахованих на одного користувача точок доступу

## Особливості технології
Розробка багатокористувальницьких модифікацій технології MIMO розпочалася майже одразу з впровадженням MIMO-систем.
Необхідність та шляхи втілення технологій MU-MIMO в засоби військового зв'язку держав-членів НАТО обговорювалися ще у 2008 р.. При цьому система MU-MIMO розглядалася як ієрархія MIMO-кластерів. 
Загальний процес для MU-MIMO виглядає наступним чином. Точка доступу (англ. Access point, AP) передає у простір кадр даних. Далі кожен клієнтський пристрій, сумісний з MU-MIMO, передає дані зворотної матриці в точку доступу, яка обчислює відносне положення кожного пов'язаного з ним MU-MIMO-сумісного клієнтського пристрою. AP вибирає групу клієнтських пристроїв для одночасного зв'язку, обчислює необхідні фазові зрушення для кожного потоку даних кожного клієнта в групі і передає всі потоки даних в групі клієнтів. Далі AP відправляє BlockAckRequest кожному клієнтському пристрою в групі окремо, щоб отримати підтвердження щодо того, чи отримала клієнтський пристрій дані. У відповідь AP отримує BlockAck з кожного клієнтського пристрою в групі, яка успішно отримала дані.
Максимальна кількість одночасних клієнтів має бути меншою, ніж загальна кількість доступних потоків AP. Це математичне обмеження пояснюється тим, що AP необхідно контролювати як області максимальних конструктивних перешкод, так і направляти найсильніший сигнал на бажаний клієнтський пристрій, а також області з максимальними руйнівними перешкодами, щоб мінімізувати сигнал на інших клієнтських пристроях в групі.
Математично число змінних перевищує кількість невідомих, тому один потік не можна контролювати незалежно. Проте, цей останній потік можна налаштувати для вирівнювання з іншим потоком, який може використовуватися для багатопоточних MIMO-клієнтів. Таким чином, для поточного покоління точок доступу 4x4: 4 MU-MIMO, що підтримують 802.11ac Wave 2, діє наступна комбінація груп:
1. Один клієнтський пристрій 3x3: 3 і один клієнтський пристрій потоку 1x1:1;
2. Два клієнтських пристрої 2x2:2;
3. Один клієнтський пристрій 2x2:2 і до двох клієнтських пристроїв 1x1:1.

Природно, що така точка доступу може використовувати звичайний MIMO-канал для одного клієнта аж до чотирьохпотокового клієнтського пристрою.

## Обмеження MU-MIMO
MU-MIMO не підтримує зворотну сумісність. Клієнтські пристрої в групі передачі повинні підтримувати механізми зворотного зв'язку 802.11 TxBF, щоб точка доступу могла знати місце розташування кожного клієнтського пристрою. Хоча TxBF був представлений в 802.11n, більшість клієнтських пристроїв 802.11n і 802.11ac Wave 1 не підтримували механізм зворотного зв'язку. Тільки у дуже нових клієнтських пристроїв 802.11ac є апаратне забезпечення і драйвери, які фактично підтримують цю зворотний зв'язок TxBF. У той час як частка клієнтських пристроїв, що підтримують TxBF, з часом буде збільшуватися по мірі відновлення користувачами своїх пристроїв, переваги MU-MIMO можуть бути досягнуті тільки в тому випадку, якщо і точка доступу і клієнтський пристрій підтримують її. Час передачі для кожного потоку MU-MIMO має бути «однаковим». Це скоріше прагматична вимога, ніж технічна. Кожен просторовий потік для кожного клієнта може бути переданий по власній швидкості передачі даних, і кожен потік може мати різні обсяги даних. Оптимальне використання ефірного часу для максимізації пропускної здатності точки доступу означає, що час передачі просторових потоків для кожного паралельного клієнта має бути однаковим або майже таким. Це зажадає необхідності в аналогічних обсягах даних, що передаються з однаковою швидкістю передачі даних. Перевага MU-MIMO полягає в тому, що AP може говорити відразу з декількома клієнтами, але це, природно, означає, що AP хоче одночасно запускати і закінчувати передачі кільком клієнтам для максимальної ефективності. Якщо передача даних одному клієнту займає значно більше часу, ніж інші клієнти в групі, велика частина переваг ефективності використання часу в ефірі MU-MIMO втрачається. Відповідно, де MU-MIMO, по всій видимості, буде найбільш корисний, це середовище з дуже високою пропускною здатністю, наприклад, конференц-центри і стадіони / арени. У цих середовищах пристрою в мережі досить однорідні і, отже, їх можливості схожі. Крім того, кількість можливих комбінацій груп передачі є високим, а типи і обсяги даних, що передаються на кожне клієнтське пристрій, також є однорідними (тобто, кілька користувачів використовують свої пристрої аналогічним чином).

## Джерело
- MU-MIMO [Архівовано 5 березня 2021 у Wayback Machine.]